# Station Neufvilles
Station Neufvilles ligt langs spoorlijn 96 (Brussel - Bergen - Quévy) in Neufvilles, een deelgemeente van de Belgische stad Zinnik. Het is nu een stopplaats. Men kan er kosteloos parkeren en er is een gratis fietsstalling.

## Treindienst
| Treintype | Verbinding                | Dienstregeling |
| --------- | ------------------------- | -------------- |
| L 31      | Jurbeke - 's-Gravenbrakel | Week: 1x/u     |

## Reizigerstellingen
De grafiek en tabel geven het gemiddeld aantal instappende reizigers weer op een week-, zater- en zondag.
| Tabel: aantal instappende reizigers station Neufvilles | Tabel: aantal instappende reizigers station Neufvilles | Tabel: aantal instappende reizigers station Neufvilles | Tabel: aantal instappende reizigers station Neufvilles |
|                                                        | Weekdag                                                | Zaterdag                                               | Zondag                                                 |
| ------------------------------------------------------ | ------------------------------------------------------ | ------------------------------------------------------ | ------------------------------------------------------ |
| 1977                                                   | 287                                                    | 112                                                    | 43                                                     |
| 1978                                                   | 230                                                    | 50                                                     | 27                                                     |
| 1979                                                   | 187                                                    | 50                                                     | 18                                                     |
| 1980                                                   | 194                                                    | 31                                                     | 17                                                     |
| 1981                                                   | 208                                                    | 59                                                     | 33                                                     |
| 1982                                                   | 233                                                    | 74                                                     | 36                                                     |
| 1983                                                   | 222                                                    | 40                                                     | 25                                                     |
| 1984                                                   | 137                                                    | -                                                      | -                                                      |
| 1985                                                   | 132                                                    | -                                                      | -                                                      |
| 1986                                                   | 137                                                    | -                                                      | -                                                      |
| 1987                                                   | 144                                                    | -                                                      | -                                                      |
| 1988                                                   | 142                                                    | -                                                      | -                                                      |
| 1989                                                   | 136                                                    | -                                                      | -                                                      |
| 1990                                                   | 137                                                    | -                                                      | -                                                      |
| 1991                                                   | 144                                                    | -                                                      | -                                                      |
| 1992                                                   | 146                                                    | -                                                      | -                                                      |
| 1993                                                   | 109                                                    | -                                                      | -                                                      |
| 1994                                                   | 122                                                    | -                                                      | -                                                      |
| 1995                                                   | 103                                                    | -                                                      | -                                                      |
| 1996                                                   | 121                                                    | -                                                      | -                                                      |
| 1997                                                   | 80                                                     | -                                                      | -                                                      |
| 1998                                                   | 93                                                     | -                                                      | -                                                      |
| 1999                                                   | 72                                                     | -                                                      | -                                                      |
| 2000                                                   | 80                                                     | -                                                      | -                                                      |
| 2001                                                   | 86                                                     | -                                                      | -                                                      |
| 2002                                                   | 73                                                     | -                                                      | -                                                      |
| 2003                                                   | 82                                                     | -                                                      | -                                                      |
| 2004                                                   | 95                                                     | -                                                      | -                                                      |
| 2005                                                   | 98                                                     | -                                                      | -                                                      |
| 2006                                                   | 81                                                     | -                                                      | -                                                      |
| 2007                                                   | 80                                                     | -                                                      | -                                                      |
| 2008                                                   | -                                                      | -                                                      | -                                                      |
| 2009                                                   | 103                                                    | -                                                      | -                                                      |
| 2010                                                   | -                                                      | -                                                      | -                                                      |
| 2011                                                   | -                                                      | -                                                      | -                                                      |
| 2012                                                   | 106                                                    | -                                                      | -                                                      |
| 2013                                                   | 115                                                    | -                                                      | -                                                      |
| 2014                                                   | 75                                                     | -                                                      | -                                                      |
| 2015                                                   | 55                                                     | -                                                      | -                                                      |
| 2016                                                   | 51                                                     | -                                                      | -                                                      |
| 2017                                                   | 64                                                     | -                                                      | -                                                      |
| 2018                                                   | 52                                                     | -                                                      | -                                                      |
| 2019                                                   | 54                                                     | -                                                      | -                                                      |
| 2020                                                   | 34                                                     | -                                                      | -                                                      |
| 2021                                                   | -                                                      | -                                                      | -                                                      |
| 2022                                                   | 68                                                     | -                                                      | -                                                      |
| 2023                                                   | 59                                                     | -                                                      | -                                                      |
| 2024                                                   | 87                                                     | -                                                      | -                                                      |

0,0: Brussel-Zuid ·
3,9: Vorst-Zuid ·
6,0: Ruisbroek ·
9,1: Lot ·
11,1: Buizingen ·
13,6: Halle ·
16,0: Lembeek ·
18,1: Tubeke-Noord ·
18,7: Tubeke ·
20,9: Stéhoux ·
23,7: Hennuyères ·
25,5: Hennuyères-Village ·
29,6: 's-Gravenbrakel ·
35,8: Zinnik ·
41,1: Neufvilles ·
44,8: Masnuy-Saint-Pierre ·
48,6: Jurbeke ·
51,6: Erbisoeul ·
54,6: Ghlin ·
57,5: Nimy-Maisières ·
60:3: Bergen ·
62,2: Cuesmes ·
67,1: Frameries ·
69,4: Genly ·
71,2: Blaregnies ·
74,9: Quévy